# Аура-ан-дер-Заале
Аура (нім. Aura) — громада в Німеччині, розташована в землі Баварія. Підпорядковується адміністративному округу Нижня Франконія. Входить до складу району Бад-Кіссінген. Складова частина об'єднання громад Оєрдорф.
Площа — 6,73 км2. Населення становить 872 ос. (станом на 31 грудня 2020).